# Lepidostoma tectore
Lepidostoma tectore är en nattsländeart som först beskrevs av Arturs Neboiss 1991.  Lepidostoma tectore ingår i släktet Lepidostoma och familjen kantrörsnattsländor. Inga underarter finns listade i Catalogue of Life.